# IHeartRadio Music Awards de 2021
O iHeartRadio Music Awards de 2021 foi realizado no Dolby Theatre, em Los Angeles, Califórnia, Estados Unidos, em 27 de maio de 2021. A cerimônia foi transmitida ao vivo pela FOX, e contou com o cantor estadunidense Usher como apresentador.

## Performances
Os artistas foram anunciados em 11 de maio de 2021, no site oficial da iHeartRadio.
| Artista(s)                        | Canção(ões) | Apresentado(s) por |
| --------------------------------- | --- | ------------------ |
| The Weeknd Ariana Grande          | "Save Your Tears" (Ariana Grande remix) | —                  |
| Dan + Shay                        | "Glad You Exist" | Gabby Barrett      |
| Silk Sonic                        | "Leave the Door Open" | Usher              |
| Brandi Carlile Demi Lovato H.E.R. | Tributo a Elton John: "Bennie and the Jets" (H.E.R.) "Don't Let the Sun Go Down on Me" (Brandi Carlile) "I'm Still Standing" (Demi Lovato)                      | Lil Nas X          |
| Doja Cat                          | Medley: "Say So " Streets" Kiss Me More" | Nikki Glaser       |
| Usher                             | Medley: "Confessions Part I" "Love in This Club" "U Don't Have To Call" "DJ Got Us Falling In Love" "Scream" OMG" "Freek-a-Leek" "Yeah!" Get Low" (com Lil Jon) | Joel McHale        |

## Vencedores e indicados
| Canção do Ano (apresentado por Machine Gun Kelly) | Cantora do Ano (apresentado por Ava Max) |
| --- | --- |
| - "Blinding Lights" – The Weeknd - "Circles" – Post Malone - "Don't Start Now" – Dua Lipa - "Rockstar" – DaBaby com part. de Roddy Ricch - "Watermelon Sugar" – Harry Styles | - Dua Lipa - Ariana Grande - Billie Eilish - Megan Thee Stallion - Taylor Swift |
| Cantor do Ano (apresentado por LL Cool J) | Melhor Dupla/Grupo do Ano |
| - The Weeknd - Harry Styles - Justin Bieber - Post Malone - Roddy Ricch | - Dan + Shay - BTS - Jonas Brothers - Maroon 5 - Twenty One Pilots |
| Álbum do Ano | Melhor Colaboração (apresentado por French Montana) |
| - Rock Alternativo: Machine Gun Kelly – Tickets to My Downfall - Country: Luke Combs – What You See Ain't Always What You Get - Dance: Diplo – Diplo Presents Thomas Wesley, Chapter 1: Snake Oil - Pop Latino/Reggaeton: Bad Bunny – YHLQMDLG - Pop: Taylor Swift – Folklore - R&B: Jhené Aiko – Chilombo - Rap: Lil Baby – My Turn - Regional Mexicana: Christian Nodal – Ayayay! - Rock: AC/DC – Power Up             | - "Savage" (Remix) – Megan Thee Stallion com part. de Beyoncé - "Go Crazy" – Chris Brown & Young Thug - "Holy" – Justin Bieber com part. de Chance the Rapper - "I Hope" – Gabby Barrett com part. de Charlie Puth - "Mood" – 24kGoldn com part. deiann dior                                                                                         |
| Artista Revelação de Pop (apresentado por Nikki Glaser) | Canção de Rock Alternativo do Ano |
| - Doja Cat - 24kGoldn - Blackbear - JP Saxe - Pop Smoke | - "Level of Concern" – Twenty One Pilots - "Bang!" – AJR - "Bloody Valentine" – Machine Gun Kelly - "Everything I Wanted" – Billie Eilish - "Monsters" – All Time Low com part. de Blackbear |
| Artista de Rock Alternativo do Ano (apresentado por Oliver Stark e Ryan Guzman) | Artista Revelação de Rock/Rock Alternativo (apresentado por Nikki Glaser) |
| - Twenty One Pilots - AJR - All Time Low - Billie Eilish - Cage the Elephant | - Powfu - Ashe - Dayglow - Royal & the Serpent - Wallows |
| Canção de Rock do Ano | Artista de Rock do Ano |
| - "Shame Shame" – Foo Fighters - "Death by Rock and Roll" – The Pretty Reckless - "Patience" – Chris Cornell - "Shot in the Dark" – AC/DC - "Under the Graveyard" – Ozzy Osbourne | - The Pretty Reckless - AC/DC - Five Finger Death Punch - Ozzy Osbourne - Shinedown |
| Canção Country do Ano | Artista Country do Ano |
| - "The Bones" – Maren Morris - "Even Though I'm Leaving" – Luke Combs - "I Hope" – Gabby Barrett - "One Margarita" – Luke Bryan - "Nobody but You]" – Blake Shelton & Gwen Stefani | - Luke Combs - Blake Shelton - Luke Bryan - Maren Morris - Thomas Rhett |
| Artista Revelação de Country (apresentado por Nikki Glaser) | Canção de Dance do Ano |
| - Gabby Barrett - Ashley McBryde - Hardy - Ingrid Andress - Jameson Rodgers | - "Roses" (Imanbek Remix) – Saint Jhn - "Head & Heart" – Joel Corry com part. de MNEK - "ILY" – Surf Mesa com part. de Emilee - "Lasting Lover" – Sigala & James Arthur - "Rain on Me" – Lady Gaga & Ariana Grande |
| Artista de Dance do Ano | Canção de Hip-Hop do Ano |
| - Marshmello - Anabel Englund - Diplo - Surf Mesa - Tiësto | - "The Box" – Roddy Ricch - "High Fashion " – Roddy Ricch com part. de Mustard - "Life Is Good" – Future com part. de Drake - "Rockstar" – DaBaby com part. de Roddy Ricch - "Savage" (Remix) - Megan Thee Stallion com part. de Beyoncé |
| Artista de Hip-Hop do Ano (apresentado por Nelly) | Artista Revelação de Hip-Hop (apresentado por Nikki Glaser) |
| - Roddy Ricch - DaBaby - Lil Baby - Megan Thee Stallion - Pop Smoke | - Roddy Ricch - Jack Harlow - Moneybagg Yo - Pop Smoke - Rod Wave |
| Canção de R&B do Ano | Artista de R&B do Ano (apresentado por Robin Thicke) |
| - "Go Crazy" – Chris Brown & Young Thug - "B.S." – Jhené Aiko com part. de H.E.R. - "Heat" – Chris Brown com part. de Gunna - "Playing Games" – Summer Walker - "Slide" – H.E.R. com part. de YG | - H.E.R. - Chris Brown - Jhené Aiko - Snoh Aalegra - Summer Walker |
| Artista Revelação de R&B (apresentado por Nikki Glaser) | Canção de Pop Latino/Reggaeton do Ano |
| - Snoh Aalegra - Chloe x Halle - Lonr. - Mahalla - Skip Marley | - "Tusa" – Karol G & Nicki Minaj - "Caramelo" – Ozuna - "Dákiti" – Bad Bunny & Jhay Cortez - "Hawái" – Maluma & The Weeknd - "Ritmo (Bad Boys for Life)" – Black Eyed Peas & J Balvin |
| Artista de Pop Latino/Reggaeton do Ano | Artista Revelação Latino (apresentado por Nikki Glaser) |
| - J Balvin - Bad Bunny - Karol G - Maluma - Ozuna | - Rauw Alejandro - Chesca - Jay Wheeler - Natanael Cano - Nato Bernal |
| Canção de Musica Regional Mexicana do Ano | Artista de Musica Regional Mexicana do Ano |
| - "Se Me Olvidó" – Christian Nodal - "Palabra De Hombre" – El Fantasma - "Solo Tú" – Calibre 50 - "Te Volvería A Elegir" – Calibre 50 - "Yo Ya No Vuelvo Contigo" – Lenin Ramírez featuring Grupo Firme | - Christian Nodal - Banda Los Sebastianes - Calibre 50 - Edwin Luna y La Tracalosa de Monterrey - Gerardo Ortíz |
| Produtor do Ano | Compositor do Ano |
| - Max Martin - Andrew Watt - Dr. Luke - Frank Dukes - Louis Bell | - Ashley Gorley - Ali Tamposi - Amy Allen - Dan Nigro - Finneas |
| Melhor Letra (votado pelos fãs) | Melhor Cover (votado pelos fãs) |
| - "Adore You" – Harry Styles - "Before You Go" – Lewis Capaldi - "Blinding Lights" – The Weeknd - "Cardigan" – Taylor Swift - "Don't Start Now" – Dua Lipa - "Everything I Wanted" – Billie Eilish - "I Hope" – Gabby Barrett com part. de Charlie Puth - "If the World Was Ending" – JP Saxe com part. de Julia Michaels - "Intentions" – Justin Bieber com part. de Quavo - "Life Is Good" – Future com part. de Drake | - "Juice" (Lizzo) – Harry Styles - "Adore You" (Harry Styles) – Lizzo - "Can't Take My Eyes Off You" (Frankie Valli) – Shawn Mendes - "Fix You" (Coldplay) – Sam Smith - "Heart of Glass" (Blondie) – Miley Cyrus |
| Melhores Fãs (votado pelos fãs) | Melhor Videoclipe (votado pelos fãs) |
| - BTS – BTS Army - Agnez Mo – Agnation - Ariana Grande – Arianators - Justin Bieber – Beliebers - Blackpink – Blink - Harry Styles – Harries - Why Don't We – Limelights - Louis Tomlinson – Louies - Shawn Mendes – MendesArmy - NCT 127 – NCTzens - Selena Gomez – Selenators - Taylor Swift – Swifties | - "Dynamite" – BTS - "Blinding Lights" – The Weeknd - "Don't Start Now" – Dua Lipa - "Hawái" – Maluma - "How You Like That" – Blackpink - "Life Is Good" – Future com part. de Drake - "Rain on Me" – Lady Gaga & Ariana Grande - "WAP" – Cardi B com part. de Megan Thee Stallion - "Watermelon Sugar" – Harry Styles - "Yummy" – Justin Bieber     |
| Prêmio Estrela Social (votado pelos fãs) | Coreografia de Videoclipe Favorita (votado pelos fãs) |
| - Olivia Rodrigo - Dixie D'Amelio - Jxdn - Lil Huddy - Nessa Barrett - Tate McRae | - "Dynamite" (BTS) – Son Sung Deuk - "34+35" (Ariana Grande) – Scott & Brian Nicholson - "Bop" (DaBaby) – Coach Cherry & DaniLeigh - "Do It" (Chloe x Halle) – Kendra Bracy & Ashanti Ledon - "Honey Boo" (CNCO & Natti Natasha) – Kyle Hanagamy - "Physical" (Dua Lipa) – Charm La'Donna - "Rain on Me" (Lady Gaga & Ariana Grande) – Richy Jackson |
| Canção do Ano no Tik Tok (votado pelos fãs) | Gravadora do Ano |
| - "Blinding Lights" – The Weeknd - "Lottery" – K Camp - "Savage" – Megan Thee Stallion - "Savage Love (Laxed – Siren Beat)" – Jawsh 685 & Jason Derulo - "Say So" – Doja Cat - "WAP" – Cardi B com part. de Megan Thee Stallion | Republic Records |
| Artista de Titânio do ano | Canção de Titânio do ano |
| The Weeknd | "Blinding Lights" – The Weeknd |
| Prêmio Ícone do Ano (apresentado por Chris Martin) | |
| Elton John | |